# Beresdiw
Beresdiw (ukrainisch Берездів; russisch Берездов Beresdow, polnisch Berezdów) ist ein Dorf im Norden der ukrainischen Oblast Chmelnyzkyj mit etwa 1160 Einwohnern.

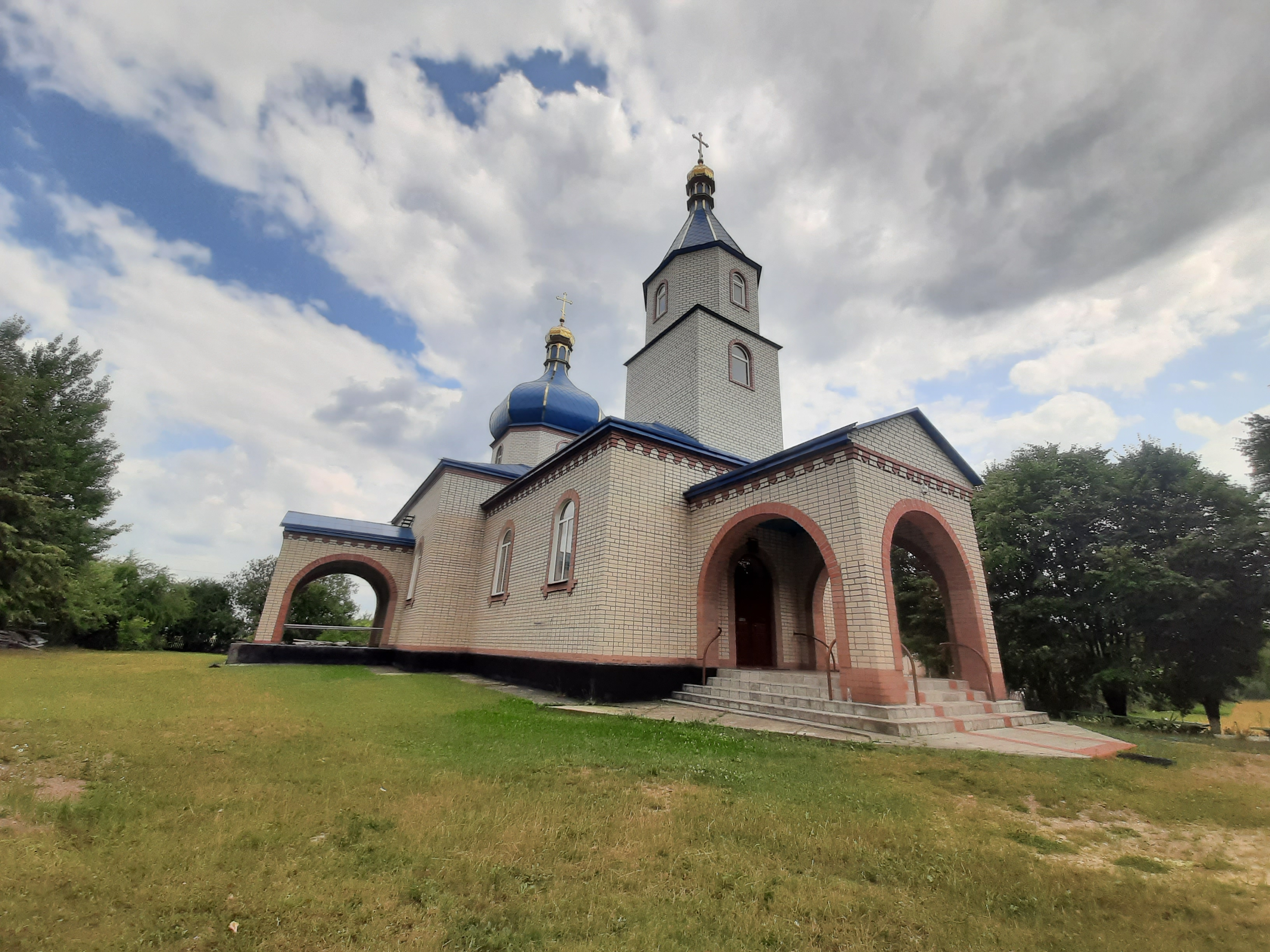
Kirche im Ort

Das Dorf liegt im Norden des Rajon Schepetiwka am Ufer des 82 Kilometer langen Kortschyk (Корчик), einem linken Nebenfluss des Slutsch 37 km nordöstlich vom ehemaligen Rajonzentrum Slawuta und etwa 150 km nördlich der Oblasthauptstadt Chmelnyzkyj. Durch das Dorf verläuft die Territorialstraße T–18–04.
Der Ort wurde 1586 zum ersten Mal schriftlich erwähnt und gehörte bis 1793 innerhalb der Adelsrepublik Polen zur Woiwodschaft Wolhynien, danach kam er zum Russischen Reich und wurde in das Gouvernement Wolhynien eingegliedert. 1921 wurde er ein Teil der Sowjetunion und in die Ukrainische SSR eingegliedert, seit 1991 ist er ein Teil der heutigen Ukraine.

## Verwaltungsgliederung
Am 13. August 2015 wurde das Dorf zum Zentrum der neugegründeten Landgemeinde Beresdiw (Берездівська сільська громада/Beresdiwska silska hromada). Zu dieser zählen auch die 27 in der untenstehenden Tabelle aufgelisteten Dörfer, bis dahin bildete es zusammen mit den Dörfern Modestiwka, Mychajliwka, Selytschiw und Subiwschtschyna die gleichnamige Landratsgemeinde Beresdiw (Берездівська сільська рада/Beresdiwska silska rada) im Nordosten des Rajons Slawuta.
Am 17. Juli 2020 kam es im Zuge einer großen Rajonsreform zum Anschluss des Rajonsgebietes an den Rajon Schepetiwka.
Folgende Orte sind neben dem Hauptort Beresdiw Teil der Gemeinde:
| Name                     | Name             | Name                               |
| ukrainisch transkribiert | ukrainisch       | russisch                           |
| ------------------------ | ---------------- | ---------------------------------- |
| Bessidky                 | Бесідки          | Беседки (Bessedki)                 |
| Chwoschtschiwka          | Хвощівка         | Хвощовка (Chwoschtschowka)         |
| Djakiw                   | Дяків            | Дяков (Djakiw)                     |
| Horyzja                  | Гориця           | Горица (Goriza)                    |
| Jabluniwka               | Яблунівка        | Яблоновка (Jablonowka)             |
| Krasnosilka              | Красносілка      | Красносёлка (Krasnosjolka)         |
| Krasnostaw               | Красностав       | Красностав                         |
| Kutky                    | Кутки            | Кутки (Kutki)                      |
| Malyj Prawutyn           | Малий Правутин   | Малый Правутин (Maly Prawjutin)    |
| Manjatyn                 | Манятин          | Манятин (Manjatin)                 |
| Modestiwka               | Модестівка       | Модестовка (Modestowka)            |
| Muchariw                 | Мухарів          | Мухарев (Mucharew)                 |
| Mychajliwka              | Михайлівка       | Михайловка (Michailowka)           |
| Myrutyn                  | Мирутин          | Мирутин (Mirutin)                  |
| Petschywody              | Печиводи         | Печиводы (Petschiwody)             |
| Piddubzi                 | Піддубці         | Поддубцы (Poddubzy)                |
| Ploska                   | Плоска           | Плоская (Ploskaja)                 |
| Schahowa                 | Шагова           | Шаговая (Schagowaja)               |
| Selytschiw               | Селичів          | Селичев (Selitschew)               |
| Sjomaky                  | Сьомаки          | Сёмаки (Sjomaki)                   |
| Stawytschany             | Ставичани        | Ставичаны (Stawitschany)           |
| Subiwschtschyna          | Зубівщина        | Зубовщина (Subowschtschina)        |
| Trostjanez               | Тростянець       | Тростянец                          |
| Uljaniwka                | Улянівка         | Ульяновка (Uljanowka)              |
| Welykyj Prawutyn         | Великий Правутин | Великий Правутин (Weliki Prawutin) |
| Wesselyniwka             | Веселинівка      | Веселиновка (Wesselinowka)         |